# Branden Jackson
Branden Jackson (McKeesport, 11 novembre 1992) è un giocatore di football americano statunitense che milita nel ruolo di defensive end per i Seattle Seahawks della National Football League  (NFL).

## Biografia

### Oakland Raiders
Al college, Jackson giocò a football con i Texas Tech Red Raiders dal 2012 al 2015. Dopo non essere stato scelto nel Draft NFL 2016 firmò con gli Oakland Raiders, con cui nella sua prima stagione professionistica disputò 2 partite, mettendo a segno un tackle. Il 2 settembre 2017 fu svincolato.

### Seattle Seahawks
Il 26 settembre 2017, Jackson firmò con i Seattle Seahawks. Debuttò con la nuova maglia nel quinto turno contro i Los Angeles Rams mettendo a segno 2 tackle.